# Vistabella (Saragossa)
Vistabella (auch: Vistabella de Huerva) ist ein spanischer Ort und eine Gemeinde (municipio) mit 51 Einwohnern (Stand: 2023) im Süden der Provinz Saragossa in der Autonomen Gemeinschaft Aragonien. Die Gemeinde gehört zur bevölkerungsarmen Serranía Celtibérica. 

## Lage und Klima
Vistabella liegt ca. 55 Kilometer (Fahrtstrecke) südwestlich der Provinzhauptstadt Saragossa in einer Höhe von ca. 755 m am Huerva. 
Das Klima ist gemäßigt bis warm; Regen (ca. 467 mm/Jahr) fällt übers Jahr verteilt.
Die Gemeinde gehört zum Weinbaugebiet Cariñena.

## Bevölkerungsentwicklung
| Jahr      | 1970 | 1981 | 1991 | 2001 | 2011 | 2021 |
| Einwohner | 199  | 92   | 34   | 36   | 50   | 49   |

## Sehenswürdigkeiten
- Michaeliskirche (Iglesia de San Miguel)
- Rathaus (Casa del Lugar)

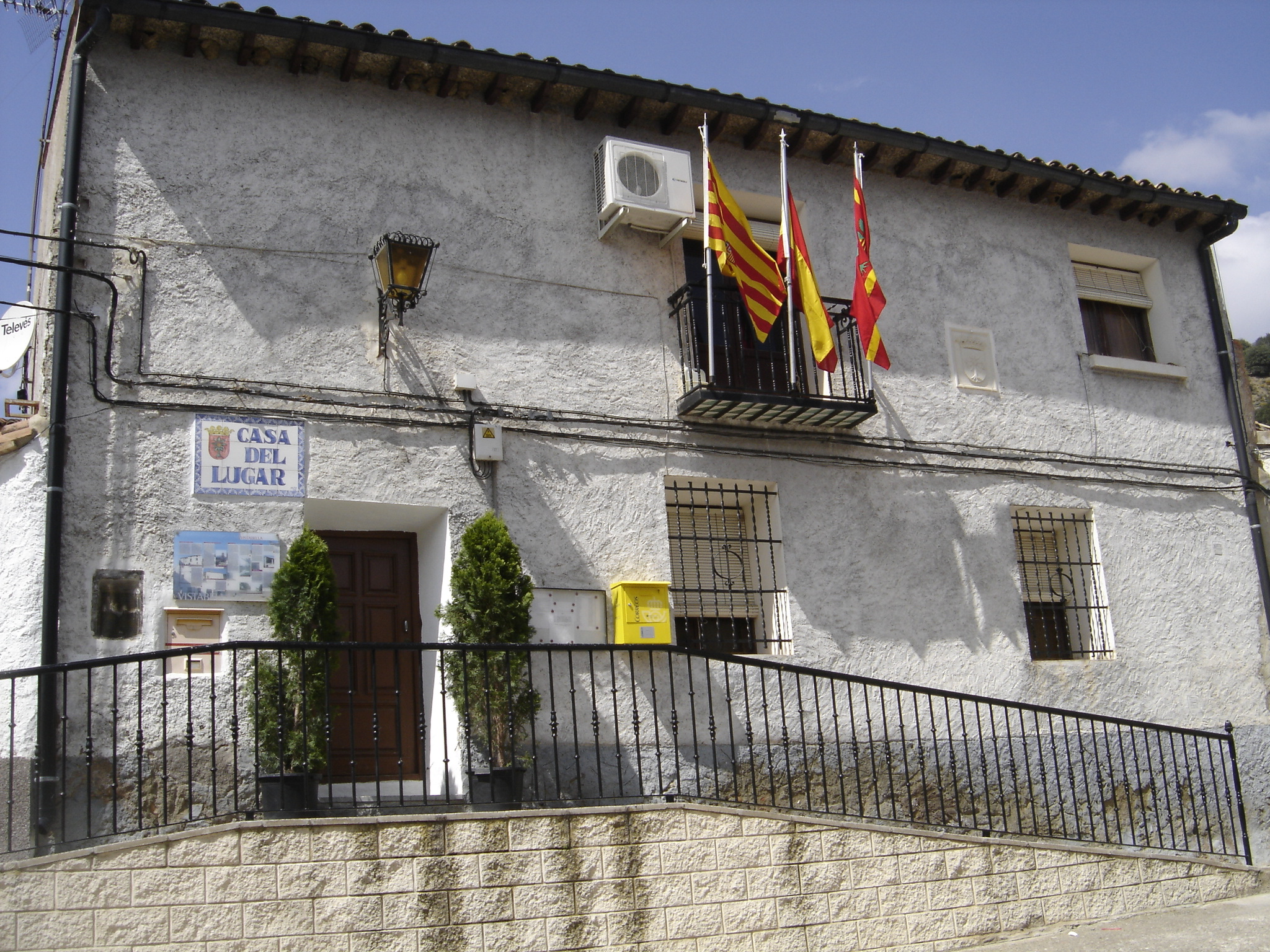
Rathaus